# 斯坦福纪念教堂
37°25′36″N 122°10′14″W / 37.4268°N 122.1705°W

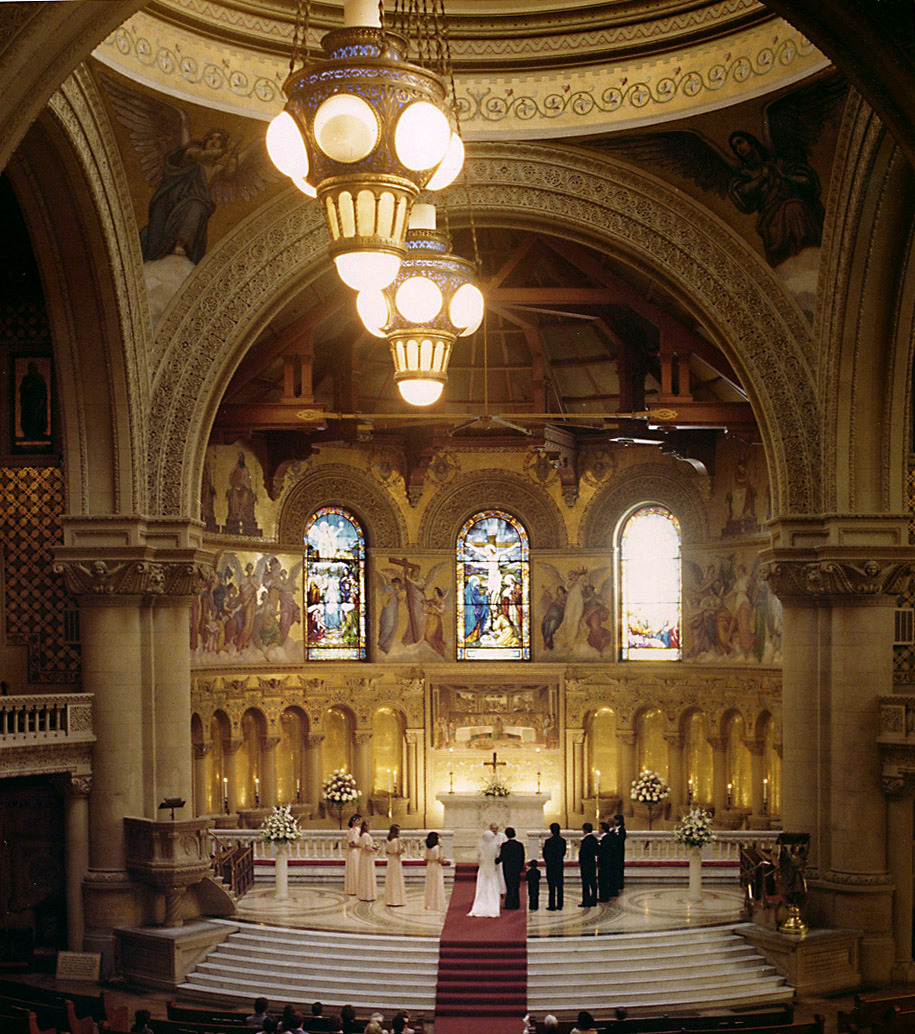
在圣坛举行的婚礼

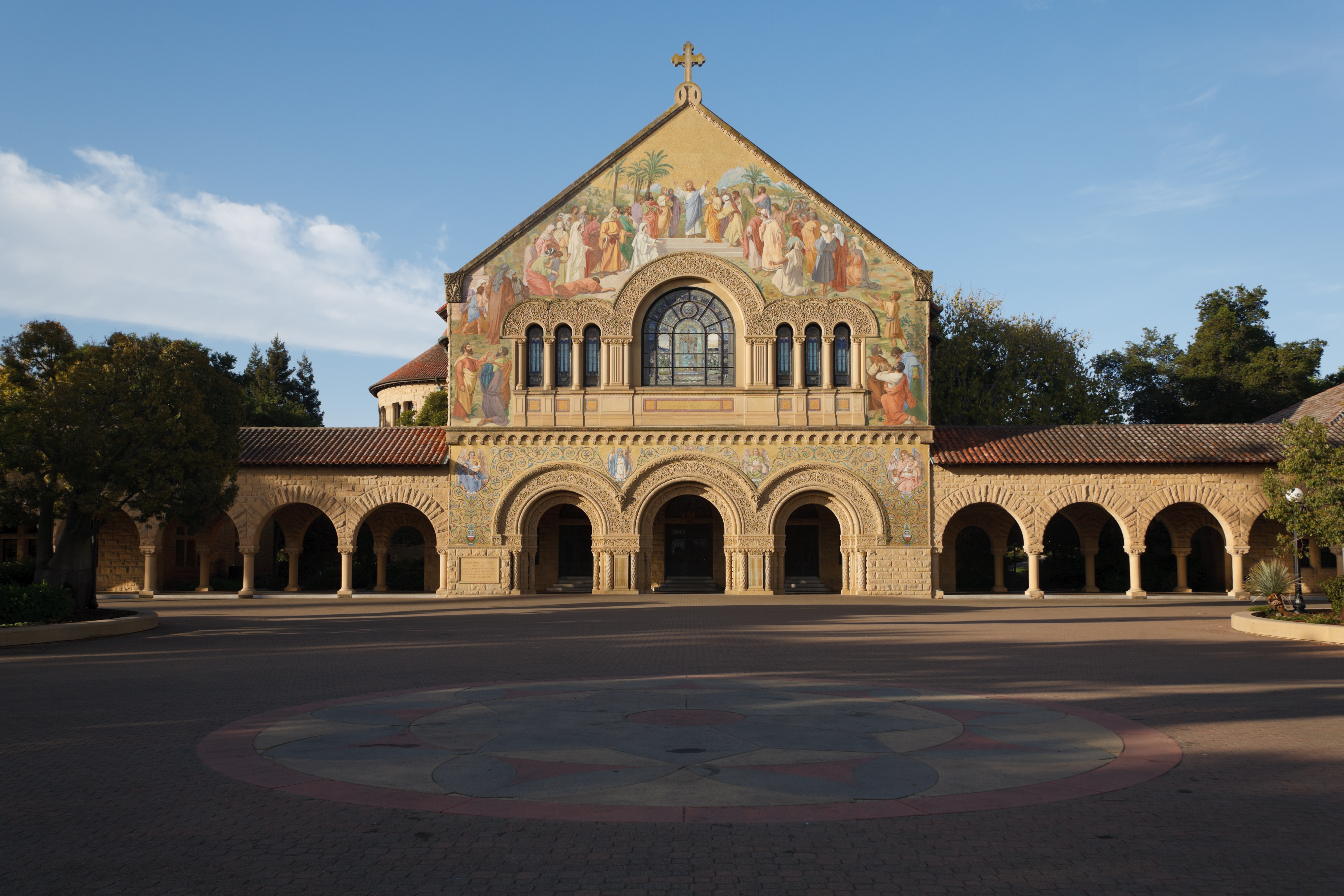
从南面观赏斯坦福纪念建堂

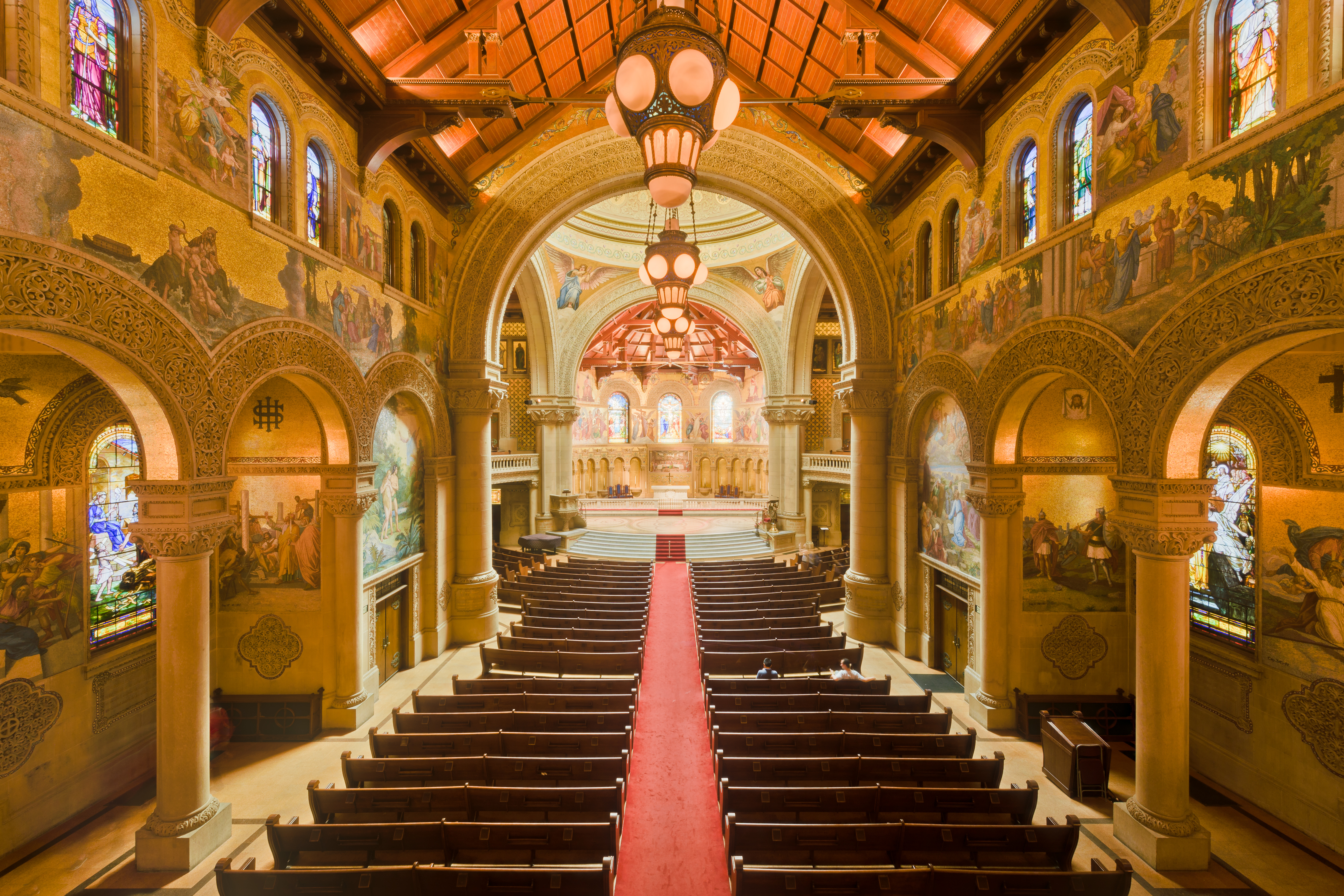
从唱诗班座位望向斯坦福纪念教堂的祭坛。

斯坦福纪念教堂（英文：Stanford Memorial Church；又名：MenChu），位于美国加利福尼亚斯坦福大学校园的中央，由该大学创办者之一简·斯坦福兴建于美国文艺复兴期间，用以纪念与她共同创办斯坦福大学的丈夫利兰·斯坦福。教堂的外形由著名建筑师查理斯·A·柯立芝设计，教堂因此被誉为“斯坦福大学建筑中皇冠上的明珠”。该教堂也是举行婚礼和追悼会的场所。
关于这个教堂的设计方案在1898年被提交给了简·斯坦福和学校管理委员会，教堂于1903年完工。受到意大利威尼斯和拉文纳地区的教堂建筑风格的启发和影响，建筑师为该教堂所设计的外表是以罗曼式建筑为风格的，而在壁画等细节方面以拜占庭艺术为风格。安装有色玻璃窗户和运用马赛克艺术形式的这些想法来源于斯坦福夫妇所欣赏的一些欧洲宗教绘画作品。教堂内藏有四架大型管风琴，这四架管风琴允许音乐家弹奏出许多不同风格的管风琴音乐。斯坦福纪念教堂曾经承受住了两次大地震，一次是在1906年，另一次则是在1989年。而每次大地震后，学校都对该教堂进行大规模的整修。
斯坦福纪念教堂在美国西岸地区是最早的，也是最为杰出的跨教派的教堂。自1903年完工之日起，这个教堂的建造目的就是为校园的跨教派的精神需求所服务，亦是学校精神和文化的象征。教堂的第一任牧师大卫·查尔斯·加德纳形成了一种由引领了斯坦福大学神学、伦理学和宗教相关学科的发展的人来管理教堂和发展教堂宗教事业的惯例。在1960年代后期斯坦福大学的“信仰复兴时期”，教堂牧师帮助建立了斯坦福大学神学院，以使斯坦福大学摆脱“完全世俗”的境地。而就在这时，斯坦福大学的宗教学科主要致力于研究一些社会伦理问题，如种族问题和越南战争。

## 追悼会
2011年10月16日，苹果公司联合创始人史蒂夫·乔布斯的私人追悼会在此举行。。